# Chongnyi La
Chongnyi La (kinesiska: Zhongni La, 仲尼拉, Mana Shankou, 玛那山口) är ett bergspass i Kina. Det ligger i den autonoma regionen Tibet, i den sydvästra delen av landet, omkring 1 100 kilometer väster om regionhuvudstaden Lhasa.
Trakten runt Chongnyi La är nära nog obefolkad, med mindre än två invånare per kvadratkilometer. Det finns inga samhällen i närheten. Trakten runt Chongnyi La är permanent täckt av is och snö.
Genomsnittlig årsnederbörd är 1 789 millimeter. Den regnigaste månaden är juli, med i genomsnitt 357 mm nederbörd, och den torraste är november, med 32 mm nederbörd.